# Mecyclothorax amaroides
Mecyclothorax amaroides är en skalbaggsart som beskrevs av Sharp 1903. Mecyclothorax amaroides ingår i släktet Mecyclothorax och familjen jordlöpare. Inga underarter finns listade i Catalogue of Life.